# Strażnica WOP Rowy
Strażnica WOP Rowy – podstawowy pododdział graniczny Wojsk Ochrony Pogranicza pełniący służbę ochronną na granicy morskiej.

## Formowanie i zmiany organizacyjne
Strażnica została sformowana w 1945 roku w strukturze 18 komendy odcinka Słupsk jako 89 strażnica WOP (Rowe) (Schmolsin/Rowy) o stanie 56 żołnierzy. Kierownictwo strażnicy stanowili: komendant strażnicy, zastępca komendanta do spraw polityczno-wychowawczych i zastępca do spraw zwiadu. Strażnica składała się z dwóch drużyn strzeleckich, drużyny fizylierów, drużyny łączności i gospodarczej. Etat przewidywał także instruktora do tresury psów służbowych oraz instruktora sanitarnego. Sformowane strażnice morskiego oddziału OP nie przystąpiły bezpośrednio do objęcia ochrony granicy morskiej. Odcinek dawnej granicy polsko-niemieckiej sprzed 1939 roku od Piaśnicy, aż do lewego styku z 4 Oddziałem OP ochraniany był przez radziecką straż graniczną wydzieloną ze składu wojsk marszałka Rokossowskiego. Pozostały odcinek granicy od rzeki Piaśnica, aż po granicę z ZSRR zabezpieczała Morska Milicja Obywatelska.
W 1951 roku 89 strażnica WOP stacjonowała w Smołdzińskim Lesie, w Rowach stacjonowała strażnica nr 88.
Od 15 marca 1954 wprowadzono nową numerację strażnic. Strażnica WOP Rowy II kategorii otrzymała numer 85 . 
W 1956 roku rozpoczęto numerowanie strażnic na poziomie brygady. Strażnica II kategorii Rowy była 1. w 16 Brygadzie Wojsk Ochrony Pogranicza. 
W styczniu 1964 roku strażnica WOP nr 6 Rowy uzyskała status strażnicy lądowej i zaliczona została do III kategorii. Do 31 lipca 1964 roku strażnica III kategorii Rowy o stanie 51 wojskowych została rozformowana. Jednocześnie zorganizowano strażnicę ćwiczebną Rowy.

## Służba graniczna
Dopiero w kwietniu 1946 roku strażnica zaczęła przyjmować pod ochronę wybrzeże morskie. Jeszcze w czerwcu 1946 roku, wobec sprzeciwu dowódców radzieckich, 89 strażnica Rowy(?) mogła wysyłać patrole jedynie wspólnie z żołnierzami Armii Czerwonej.
Strażnice sąsiednie:
88 strażnica WOP Bohon Walde ⇔ 90 strażnica WOP Łeba – 1946

## Dowódcy strażnicy
- chor. Jerzy Okrzeja[1]
- ppor. Bolesław Chruścicki (był 10.1946)[c]. był dowódcą 89 strażnicy